# Макаренко Михайло Володимирович
Макаренко Михайло Володимирович (нар. 13 січня 1953 р.) — доктор економічних наук, професор, дійсний член (академік) Транспортної академії України, Заслужений працівник транспорту Автономної Республіки Крим, ректор Державного економіко-технологічного університету транспорту, завідувач кафедри «Економіка підприємств транспорту»

## Життєпис
Народився 13 січня 1953 р. в м. Гремячинськ, Пермської області в сім'ї робітників.
Закінчив Харківський інститут інженерів залізничного транспорту:
- 1981 р. — механічний факультет, спеціальність «Вагонобудування та вагонне господарство», присвоєна кваліфікація — інженер шляхів сполучення — механік;
- 1985 р. — економічний факультет, спеціальність «Економіка та організація залізничного транспорту», присвоєна кваліфікація — інженер шляхів сполучення — економіст.

- 1981–1984 рр. — бригадир, майстер, старший майстер вагонного депо станції Білгород.

- 1984–1987 рр. — економіст, начальник планово-економічного відділу Білгородського відділення Південної залізниці.
- 1987–1994 рр. — заступник, начальник планово-економічної служби, головний економіст Південної залізниці.
- 1994–2000 рр. — заступник генерального директора «Укрзалізниці».
- 2000–2001 рр. — начальник Придніпровської залізниці.
- 2001–2006 рр. — Проректор Київського університету економіки та технологій транспорту.
- 2006–2008 рр. — Ректор Державного економіко-технологічного університету транспорту.
- 2008–2010 рр. — Директор Департаменту залізничного транспорту Міністерства транспорту та зв'язку України.
- 2010 р. — по теперішній час — Ректор Державного економіко-технологічного університету транспорту.

## Наукова діяльність
- 1998 р. — захистив кандидатську дисертацію зі спеціальності — Економіка транспорту і зв'язку.
- 2003–2004 р. — докторантура кафедри «Економіка підприємств транспорту» Державного економіко-технологічного університету транспорту.
- 2003 р. — обраний дійсним членом Транспортної Академії України.
- 2004 р. — захистив докторську дисертацію зі спеціальності — Економіка транспорту і зв'язку, по темі «Організаційно-економічні основи реструктуризації залізничного транспорту України».
- 2007 р. — присвоєно вчене звання професора кафедри «Економіки підприємств транспорту».

### Основні напрямки наукової діяльності
Економіка та фінансова діяльність залізничного транспорту. Науково обґрунтував шляхи та напрямки структурної реформи залізничного транспорту з врахуванням його специфіки та особливостей.
Протягом останніх 15 років мною були написані та опубліковані 96 наукових праць з питань економіки, фінансової діяльності, розвитку та реформування залізничного транспорту в тому числі 7 монографій. До найбільш фундаментальних публікацій відносяться:
- Издержки на железнодорожном транспорте — 206 с. — 2000 г.;
- Моніторинг показників основної діяльності підприємств залізничного транспорту України (1991–2000 рр.) — 163 с. — 2001 р.;
- Реформування бухгалтерського обліку залізничного транспорту України — 532 с. — 2002 р.;
- Основи управління економічними процесами на залізничному транспорті України — 478 с. — 2003 р.;
- Основи правового регулювання діяльності залізниць України — 261 с. — 2005 р.;
- «Проблеми та основні напрями реформування залізничного транспорту України» — 220 с.- 2007 р.;
- «Організаційно-економічний механізм реформування залізничного транспорту» — 427 с. — 2008 р.;
- «Залізничний транспорт України на порозі реформування» — 190 с. — 2008 р.;
- Основи управління фінансами залізничного транспорту — 340 с. — 2012 р.;
- Управлінський облік на залізничному транспорті — 199 с. — 2013 р.;
- Соціально-економічні аспекти розвитку підприємств транспорту України — 295 с. — 2013 р.

## Виробнича діяльність
За свій трудовий шлях пройшов всі сходинки професійного росту на підприємствах та організаціях залізничного транспорту, від бригадира цеху вагонного депо до самих високих посад на залізничному транспорті — начальника дороги та заступника генерального директора «Укрзалізниці».
Був одним із організаторів створення центрального апарату «Укрзалізниці», автором формування її фінансово-економічного механізму.
За період 1993–1997 рр. створення і становлення «Укрзалізниці», як центрального органу управління, ним були розроблені і затверджені діючі на сьогоднішній день нормативно-правові документи, які регламентують всі, без винятку, фінансово-економічні взаємовідносини на залізницях України.
У 1994–1997 рр. був головним ініціатором і організатором розподілу фінансових, інформаційних і майнових взаємовідносин з колишнім МШС на пропорційній основі.
Обґрунтував, розробив та впровадив більше 18 державних та галузевих програм з основних питань розвитку економіки залізничного транспорту, зокрема: проекту Законів України «Про залізничний транспорт», «Про податок на додану вартість» та «Про оподаткування прибутку підприємств» стосовно особливостей застосування цих законів для залізниць, «Концепції реструктуризації на залізничному транспорті», «Концепції удосконалення методики розрахунків собівартості перевезень на залізничному транспорті України», «Концепції реформування фінансової звітності на залізничному транспорті України», «Дослідження та розробка методичних рекомендацій щодо собівартості вантажних перевезень», «Розробка українських тарифів на вантажні залізничні перевезення», «Програми переходу на дволанкову систему управління на залізничному транспорті України», «Розробка номенклатури витрат по основній діяльності підприємств залізничного транспорту України», «Концепція програми формування мережі логістичних центрів в системі міжнародних транспортних коридорів України», «Методичні рекомендації про порядок бухгалтерського обліку доходних надходжень, виручки та доходів від перевезень на залізничному транспорті України» та ін.

## Нагороди, почесні відзнаки
Має почесне звання «Заслужений працівник транспорту Автономної Республіки Крим»
2012 р. — присвоєно звання «Заслужений діяч Транспортної Академії України»
Нагороджений:
- Медаллю «За трудову відзнаку»
- Нагрудним знаком «Почесний залізничник»
- Нагрудним знаком «Почесний працівник транспорту України»
- Нагрудним знаком «Заслужений діяч Транспортної академії України»
- Нагрудним знаком «За сприяння розвитку Державної спеціальної служби транспорту»
- Нагрудним знаком «За сприяння розвитку Південно-Західної залізниці»